# Hot Topic

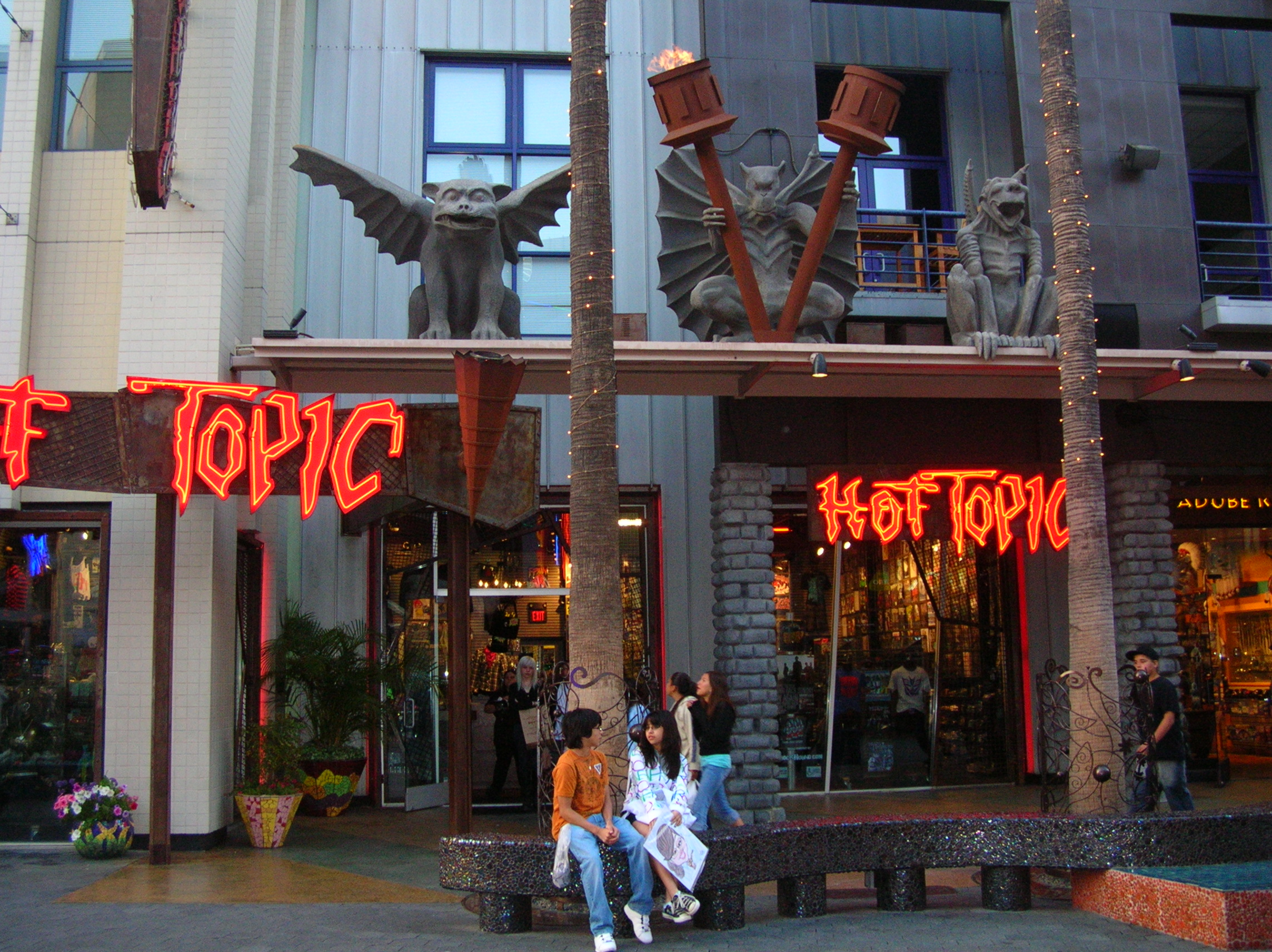
Магазин Hot Topic в Universal CityWalk, Голливуд, Калифорния.

Hot Topic — американская компания, специализируется на розничной торговле атрибутами альтернативной музыки и андерграунд. По состоянию на 2011 год, компания владела 642 магазинами, большинство из которых находится в США.
Приблизительно 40 % выручки Hot Topic приходится от продажи лицензионных футболок с логотипами различных музыкальных групп.

## История
Первый магазин открыл Орв Мэдден в 1988 году, основатель компании пробыл на позиции главного исполнительного директора до 2000 года. После, его сменила Бетси МакЛаглин, которая была на этой позиции до 2011 года. С 2011 года пост СЕО занимает Лиза Харпер.
С 1996 компания была публичной, её акции были выставлены на бирже NASDAQ под символом HOTT. В 2013 году Hot Topic была продана частной компании Sycamore Partners за 600 миллионов долларов .

## Вклад в развитие культуры
- В 2004 году компания выступила в качестве спонсоров ежегодного рок-фестиваля Ozzfest [4].
- С 2005 до 2007 года компания была спонсором музыкального тура Sounds of the Underground.
- В 2008 году Hot Topic спонсировала фестиваль Taste of Chaos[5].
- В 2008 и 2009 году компания имела свою сцену и спонсировала фестиваль Mayhem Festival.

## Фонд Hot Topic
Фонд Hot Topic был сформирован в California Community Foundation в 2004 году. Главная цель фонда - вовлечение детей и молодёжи в занятия музыкой и искусством.